# Маріано Коник
Маріано Коник Гоба (ісп. Mariano Konyk Goba, нар. 15 лютого 1998, Буенос-Айрес, Аргентина) — аргентинський футболіст українського походження, виступав на позиції центрального захисника за декілька команд нижчих дивізіонів Іспанії.

## Ігрова кар'єра
Народився у Буенос-Айресі, проте у віці п'яти років переїхав до Барселони. Грав за юнацькі команди клубів «Еспаньйол» та «Валенсія».
26 липня 2017 року підписав свій перший професійний контракт з клубом «Севілья». 19 серпня 2017 року дебютував у дорослому футболі, вийшовши в основі другої команди «Севільї» у матчі проти «Осасуни» в рамках першості Сегунди.
Половину 2019 року провів у оренді в клубі «Сабадель». 1 серпня 2019 року підписав дворічний контракт з клубом «Осасуна Б».
29 вересня 2020 року після кількох важких травм розірвав свій контракт за оголосив про завершення спортивної у кар'єри у віці 22-х років.